# セーファーセックス
セーファーセックスあるいはセーフセックス（英：Safer sex, Safe sex）は、性感染症およびHIV（以下、性病等）に感染するリスクを減少させながら、性交を行うことである。

## セーファーセックスが推奨される理由
性病等は直接の挿入や膣内での射精だけではなくフェラチオ・クンニリングスなどのオーラルセックスおよびアナルセックスやディープキスなどによって、体液や血液が相手の粘膜・傷口に付着することから感染する。そのためそれらが直接接触しないように何らかの道具を使う、あるいはリスクの高い行為自体を避けることである。これは男女間あるいは男性同士のセックスだけではなく、女性同士のセックスにおいても行うことが推奨される。

## 日本におけるセーファーセックスの現状
日本において、セーファーセックスは未だ十分に普及し意識されているとは言い切れず、また実際の方法についての誤解も多い。
セーファーセックスが広がらない最も大きな理由は、「特定の相手としかセックスをしない自分が、性病などにかかるわけがない」という考えがあることである。確かに不特定多数の相手とリスクの高いセックスをしないことは、セーファーセックスのひとつ（後述）ではあるが、こうした「特定の相手」が性感染症ウイルスのキャリアー（保菌者）であることも十分考えられる。特にHIVについては、潜伏期が長いこと、母子感染という感染経路があることなどから、すぐには陽性キャリアーかどうかがわからない。すなわち特定の相手としか性交渉を持たないからといって、セーファーセックスをしなくてもいい理由にはならない。
そのほかにも、実際の性交に関する正しい情報を得る機会や性教育の機会が不足していること、性について相談できる相手や場所が少ないこと、「道具を使わない方が快感が強い」などの説があること、避妊とセーファーセックスを混同していることなどが挙げられる。

## 具体的なセーファーセックス
以下、具体的な方法のうち、代表的なものを羅列していく。
- コンドームの適切な使用

射精前に男性器から分泌される尿道球腺液の中にも精液が含まれる可能性があるため、勃起したらすぐに正しい方法で取り付けること。
- 性器同士の接触の際、直接接触しない
- 性器への直接のオーラルセックスを行わない

上記の2つは、コンドームを切り開いたものやデンタルダム、食品用ラップフィルムなどを使用するだけでリスクは低くなる。
ただし殺精子剤を使用しているコンドームを利用する場合、そちら側を舐めないこと。
- 肛門への直接のオーラルセックスを行わない

こちらも、女性器へのオーラルセックスと同様の方法で防げると考えられる。
- 傷口がある場所で、相手の傷口や性器・肛門周辺に触らない

口腔内は特に傷口の有無がわかりにくいため、注意が必要。
- 不特定多数の相手との性交をしない
- 性病等に関する検査および治療

自分もパートナーも、性病等に関する適切な検査および治療を受ける。
ウィンドウピリオドを避けるため、異性との交際を始めた時から最低でも1カ月は性交渉を行わない。
性交渉に至る前に、お互いがキャリアでないことを確認するため、性病等検査を受ける。